# Kennet Andersson
Bernt Kennet Andersson (født 6. oktober 1967 i Eskilstuna, Sverige) er en tidligere svensk fodboldspiller, der spillede som angriber hos adskillige europæiske klubber, samt for Sveriges landshold. Af hans klubber kan blandt andet nævnes IFK Göteborg i hjemlandet, Lille OSC i Frankrig samt tyrkiske Fenerbahçe.

## Landshold
Andersson spillede over en periode på elleve år, mellem 1990 og 2000, 83 kampe for Sveriges landshold, hvori han scorede 31 mål. Han deltog blandt andet ved VM i 1994, hvor svenskerne vandt bronze, og scorede det ene mål i kvartfinalesejren over Rumænien. Han deltog desuden ved EM i 1992 og EM i 2000.